# Ivan de Buzad
Ivan de Buzad (Buchad, Butcad) (prva pol. 13. st. — ?, 1294.) bio je mađarski velikaš, franjevac i splitski nadbiskup i metropolit (1266. – 1294.). Služio se naslovom "primasa Dalmacije, Hrvatske i Slavonije" (Dalmatiae, Croatiae Sclavoniaeque primas). Poznat je njegov pečat.

## Životopis
Podrijetlom je iz mađarske velikaške obitelji Buzad. Postao je splitskim nadbiskupom krajem 1266. godine. Zalagao se za povratak izgubljenih posjeda Splitske nadbiskupije, ali bez uspjeha. Povukao se iz spora s Ninskom biskupijom, sudjelovao je, kao predstavnik Splita, u sukobu Splita i Trogira oko sela Ostrog i opirao se priznanju Šibenske biskupije.
Sazvao je u Splitu dvije pokrajinske sinode. Zajedno s biskupima svoje metropolije sudjelovao je u posveti zadarske katedrale.